# ×Burrageara
Genre
×Burrageara est un genre hybride d'Orchidacées issu de croisements entre Cochlioda, Miltonia, Odontoglossum et Oncidium (Cda. x Milt. x Odm. x Onc.).